# Чакі (телесеріал)
«Чакі» (англ. Chucky) — американський серіал жахів, створений Доном Манчіні і заснований на франшизі «Child's Play». Прем’єра на каналі Syfy відбулася 12 жовтня 2021 року. Також шоу є продовженням сьомого фільму франшизи «Культ Чакі».
У листопаді 2021 року серіал було продовжено на другий сезон, прем'єра якого 5  жовтня 2022 року

## Сюжет
Сюжет розповідає історію моторошною вінтажної ляльки Чакі, яка раптово з'являється під час гаражного розпродажу у маленькому американському містечку. Після цього серед мешканців сіється хаос та страх через серію жахливих убивств.

## Актори та персонажі

### Головний каст
- Бред Дуріф —  голос Чакі, злого серійного вбивці, який перед смертю переніс свою душу в ляльку
- Заккарі Артур —  Джейк Вілер, хлопчик-підліткок, який знаходить Чакі на гаражному розпродажі
- Тео Бріонес —  Джуніор Вілер, двоюрідний брат Джейка
- Алівія Алін Лінд —  Лексі Кросс, суперниця Джейка та дівчина Джуніора
- Бьоргвін Арнарсон —  Девон Еванс, найкращий друг Джуніора та романтичний інтерес Джейка.
- Фіона Дуріф —  Ніка Пірс, параплегічна жінки, яка за подій Культа Чакі була одержима Чакі. У 1988 році її мати Сара була вагітна нею, коли Чарльз Лі Рей викрав та вбив Сару.
- Алекс Вінсент —  Енді Барклай, головний ворог Чакі. Він прагне знищити всі сліди Чакі раз і назавжди.
- Крістін Еліз —  Кайла, прийомна сестра Енді.

### Епізодичний каст
- Дженніфер Тіллі —  Тіффані Валентайн, кохана Чакі та його напарник
- Девон Сава —  Логан Вілер та Лукас Вілер, дядько Джейка та чоловік Брі, батько Джейка
- Лекса Дойг —  Брі Уілер, тітка Джейка та дружина Логана
- Барбара Алін Вудс —  мер Мішель Кросс